# Coda Chiazzata
Coda Chiazzata (vero nome Siŋté Glešká, in inglese Spotted Tail; White River, 1823 – Rosebud, 5 agosto 1881) è stato un capo e condottiero della tribù degli Sichangu ("Brulé") Teton Lakota.

## La vita
(Coda Chiazzata)
Il suo nome da bambino era "Bisonte Che Salta", ricevette poi il nome Siŋté Glešká, "Coda Chiazzata" quando un cacciatore di pellicce bianco gli regalò una coda di procione. La prima battaglia alla quale prese parte, contro i tradizionali nemici Pawnee (o, secondo altra versione, con gli Ute), avvenne nel 1841, e fu seguita da una serie interminabile di combattimenti contro i Pawnee, i Crow e gli altri nemici storici dei Teton. Sensibile alla bellezza femminile, si conquistò la prima moglie nel 1842, affrontando e uccidendo in duello il proprio rivale, Mahto Wakuwa ("Orso-che-corre"), un capo già affermato fra gli Sichangu; il mortale scontro non provocò ripercussioni, e tanto meno tentativi di vendetta da parte di famiglieri e amici del capo ucciso, consolidando, piuttosto, la reputazione del giovane guerriero. La prima sua azione nota in battaglia contro gli Statunitensi si compì durante il Massacro Grattan, un evento militare determinato da una causa ridicola, ma grave e carico di conseguenze: il ten. J.L. Grattan, inviato con un reparto di 29 soldati, un interprete e due obici al grande villaggio Teton eretto presso Fort Laramie per l'annuale ritiro delle razioni, allo scopo di recuperare un bovino sfuggito a una carovana di Mormoni e macellato da alcuni Dakota, aveva pensato bene di aprire il fuoco con l'artiglieria, uccidendo, tra gli altri, il capo Mahto Iowa ("Orso Agitato") e scatenando la reazione dei guerrieri Sichangu ed Oglala (questi ultimi sopraggiunti durante il combattimento), rispettivamente condotti da Coda Chiazzata e Nuvola Rossa (in lingua Lakota: Maḣpíya Lùta), allora entrambi giovani capi di guerra, i quali sterminarono il reparto Grattan il 17 agosto 1854.
Il gen. W.S. Harney, partito da Fort Kearny con una colonna di 600 uomini (dragoni, fanteria, artiglieria), marciò contro i più importanti capi ostili Sichangu (Wakinyan Chika "Piccolo Tuono", Waba Sha "Foglia Rossa", Blotahunka Tanka [*] "Grande Guerrigliero", Iku Hanska "Mento Lungo", Sinte Galeshka "Coda Chiazzata" e Maza Pangeska "Conchiglia-di-Ferro"), accampati con 40 tepee ad Ash Hollow, sulla riva del Blue Water Creek; nonostante i capi si fossero avvicinati per parlamentare (o, più realisticamente, prendere tempo per consentire ai non combattenti di mettersi in salvo), Harney assalì il campo; Piccolo Tuono fu gravemente ferito, mentre Coda Chiazzata, assalito inerme mentre partecipava con gli altri capi alle trattative con Harney, fu l'eroe della giornata, uccidendo o ferendo in combattimenti corpo a corpo numerosi soldati (13, secondo testimoni Sichangu), ma fu ferito quattro volte, compresi due colpi di pistola che lo trapassarono da parte a parte; furono massacrati circa 100 Sichangu (recte, 86, secondo il rapporto militare), in gran parte donne e bambini, e 130 (o, secondo altro computo, 70 donne e bambini, comprese la prima moglie, due figli e la figlia – tutti in età infantile - di Coda Chiazzata e la giovane moglie di Conchiglia-di-Ferro) furono catturati, e le truppe infierirono con ogni genere di oltraggio contro i corpi il 3 settembre 1855. A fronte delle minacce di ulteriore rappresaglia contro i prigionieri, Coda Chiazzata, appena sufficientemente rimesso dalle ferite riportate in battaglia si consegnò ai militari e fu arrestato e trattenuto per un anno a Fort Leavenworth, dove si rese conto del numero e della potenza dei bianchi.
Pieno di zelo, e dotato di un'intelligenza superiore a quella di tutti i suoi contemporanei, Coda Chiazzata si mise al lavoro: imparò l'inglese, che seppe subito padroneggiare, osservò i bianchi tutte le volte che ne aveva la possibilità, e si abituò al loro modo di pensare e ai loro trucchi. Nel frattempo Wakinyan Chika, "Piccolo Tuono", era diventato capo degli Sichangu. Coda Chiazzata divenne, con il passare del tempo, sempre più indispensabile per Piccolo Tuono tanto che costui lo designò quale suo successore. 
Ma le imprese truculente del colonnello Chivington, con il massacro degli Cheyenne di Motavato ("Caldaia Nera") a Sand Creek il 29 novembre 1864, gridavano vendetta, e Coda Chiazzata, coadiuvato principalmente dallo Sichangu Nomkahpa ("Due Colpi") e dall'Oglala Palani Wicakte ("Uccisore-di-Pawnee"), ma anche dall'Hunkpapa Tatanka Yotanka ("Toro Seduto"), scatenò i Teton lungo il Platte River, assediando e distruggendo Julesburg, nel Colorado, il 7 gennaio 1865 e riducendo a mal partito le truppe statunitensi nel territorio, affidate prima al gen. Robert B. Mitchell e poi al gen. Patrick E. Connor, partecipando attivamente almeno alla prima fase della guerra lungo il Bozeman Trail insieme a Nuvola Rossa. Le trattative iniziate a Fort Laramie nella primavera 1866 si conclusero con la stipulazione del Trattato di Laramie del 27 giugno 1866.
Nel frattempo, nel maggio 1866, Coda Chiazzata e gli Sichangu effettuarono una scorreria contro l’agenzia Pawnee, zelanti alleati dei bianchi e frequentemente mercenari al servizio delle truppe statunitensi, poi tornarono sul Republican River e inflissero ai Pawnee una punizione tremenda, rendendogli impossibile qualsiasi movimento nei territori di caccia e spazzando via chiunque osasse violare la terra dei Teton, non curandosi benché minimamente dei tentativi delle Autorità civili e militari di intervenire a proteggere i Pawnee. 
Nelle successive campagne militari fu Coda Chiazzata a guidare gli Sichangu e venne nominato capo supremo. Durante le trattative del 1866 presso Fort Laramie rappresentò e difese gli interessi del suo popolo. Sulla via verso il forte sua figlia morì e il rispetto e i riguardi tributatigli dai militari addolcirono il cuore del capo Sichangu (peraltro troppo realista per farsi illusioni). Il 29 aprile 1868 Coda Chiazzata fu il più prestigioso e autorevole fra i capi firmatari del nuovo Trattato di Laramie, che garantiva ai Teton Dakota il possesso eterno dei Black Hills, ma dopo il massacro degli Cheyenne sulle rive del Washita River, con l'assassinio del capo Cheyenne Caldaia Nera, da parte del 7º Cavalleria di Custer sulle rive del fiume Washita il 27 novembre 1868, Coda Chiazzata riprese temporaneamente le armi.
Numerose furono le spedizioni di guerra condotte da Coda Chiazzata contro popolazioni tradizionalmente nemiche dei Lakota e, anche per questo, alleate dei bianchi, quali i Pawnee o anche gli Absaroke. Tuttavia, Coda Chiazzata riuscì a mantenere rapporti equilibrati coi bianchi, visitando diverse volte Washington e godendo del rispetto e della stima di molti alti ufficiali e funzionari civili governativi, al punto di essere contattato, nel gennaio 1872, dal gen. Philip Sheridan e dal ten. col. George A. Custer e omaggiato con 25 carri carichi di razioni da distribuire ai suoi Sichangu, per ospitare il granduca Alexej Romanov, fratello dello zar, accompagnandolo coi suoi guerrieri alla caccia ai bisonti (presenti anche Custer, Buffalo Bill e lo scout Charley Reynolds oltre a una scorta militare di formazione, compreso un reparto di “Buffalo Soldiers”), con piena soddisfazione dell'ospite imperiale e del Governo statunitense.
Pur essendo guerriero non meno valoroso e fiero del coetaneo Nuvola Rossa, Coda Chiazzata aveva compreso prima del capo guerriero Oglala che la guerra contro i bianchi avrebbe portato alla distruzione del suo popolo e doveva, pertanto, essere intrapresa soltanto come extrema ratio a fronte di situazioni di estrema gravità; sviluppò, quindi, una tecnica di trattativa molto oculata, utilizzando la conoscenza della lingua inglese per evitare di affidarsi alla traduzione degli interpreti, e mirò a dimostrare flessibilità in merito alle questioni di scarsa importanza o di puntiglio, mantenendo rigorosa fermezza in ordine a quelle di sostanziale importanza, imparando ad avvalersi in sede di trattativa di strumenti propri dei bianchi.
Per esempio, nel 1875, all'epoca delle trattative pretese dalla presidenza di Ulysses S. Grant per ottenere la cessione dei Black Hills in seguito alla scoperta dell'oro, Coda Chiazzata si rivolse a esperti e formulò, senza esplicitamente proclamare un rifiuto per principio, richieste economiche effettivamente corrispondenti al valore presumibile delle vene aurifere (70 milioni di dollari) e talmente lontano dalle ridicole offerte statunitensi (25.000 dollari l'anno per l'affitto) da provocare, in un primo tempo, la rinuncia dei delegati governativi (il Governo, peraltro, sarebbe poi ricorso all'imposizione dell'acquisto forzato).
Né Coda Chiazzata né Nuvola Rossa si sarebbero uniti alla guerra per la difesa dei Black Hills intrapresa da Tatanka Yotanka ("Toro Seduto"), Tashunka Witko ("Cavallo Pazzo"), Piji ("Fiele", tradotto impropriamente anche come "Noce-di-Galla") e altri; le riserve di Rosebud (Coda Chiazzata) e Pine Ridge (Nuvola Rossa) furono poste, comunque, sotto stretto controllo militare, e i due capi furono arrestati.
A fronte delle difficoltà gravissime derivanti dalla volontà statunitense, conseguente alla disastrosa sconfitta subita da Custer a Little Bighorn il 25 giugno 1876, di assumere un più diretto e pesante controllo delle riserve e delle pressioni per rimuovere i Lakota e trasferirli altrove (per esempio nell'Oklahoma Indian Territory), la posizione dei grandi capi come Coda Chiazzata e Nuvola Rossa divenne particolarmente difficile: entrambi furono chiamati ad adoperarsi per ottenere la resa dei Lakota riparati nel Saskatchewan e più ancora quella di Cavallo Pazzo (Oglala come Nuvola Rossa ma nipote per via materna dello Sichangu Coda Chiazzata), rimasto nel Montana, e l'assassinio di Cavallo Pazzo a Fort Robinson costituì un brutto colpo per il prestigio di entrambi. Inoltre i contrasti tra Coda Chiazzata e gli agenti governativi più recentemente inviati ad amministrare le riserve favorirono una convergenza di interessi tra costoro e la fazione Sichangu contraria a Coda Chiazzata e ambiziosa di sbarazzarsi di lui, e in particolare con Shunka Kangi ("Cane Corvo"), contrapposto al grande capo per invidia personale e per una vecchia faida familiare; la situazione fu probabilmente aggravata, paradossalmente, dalla resa di Toro Seduto il 19 luglio 1881, che, con l'ingombrante presenza del capo Hunkpapa, complicò la vita agli agenti indiani.
Coda Chiazzata - che si batteva per un miglioramento delle condizioni di vita nelle riserve ed era riuscito per oltre un decennio a rintuzzare ogni manovra dei bianchi, imponendo la propria personalità contro le pretese degli agenti di volta in volta assegnatigli - e Nuvola Rossa si recarono nuovamente a Washington nel giugno 1881, nel tentativo di impedire il frazionamento delle terre delle riserve, ma, tornato nella riserva di Rosebud, Coda Chiazzata fu assassinato dal traditore Cane Corvo (che gli tese un agguato e gli sparò a tradimento), col pretesto di un contrasto derivante da questioni di donne, il 5 agosto 1881; Nomkahpa ("Due Colpi"), uno dei più fedeli e prestigiosi luogotenenti di Coda Chiazzata e suo successore, tentò di evitare che dall'assassinio del grande capo degli Sichangu derivasse una sanguinosa faida all'interno del popolo e Cane Corvo se la cavò pagando un sostanzioso risarcimento alla famiglia di Coda Chiazzata e subendo un processo di fronte al tribunale di Deadwood, con una condanna capitale prontamente annullata dalla Corte Suprema dello Stato, riacquistando pertanto la libertà (con ciò potendo arguirsi la buona disposizione dei bianchi nei confronti suoi e della sua impresa).
Coda Chiazzata oggi riposa, con i suoi familiari, nel cimitero intitolato a suo nome, a Rosebud, Dakota del Sud, dove è stato eretto un monumento in sua memoria.